# Нічниця степова
{{#ifeq:0|0|{{#if:|{{#if:Myotisaurascens|[[]}}|}}}}
Нічни́ця степова (Myotis aurascens) — кажан, один з видів роду нічниця (Myotis).

## Морфологічні особливості
Морфометрія: довжина передпліччя від 32 до 37 мм, довжина хвоста від 12,3 до 14,3 мм, довжина стопи від 6,8 до 8,7 мм.
Спинна частина темно-коричнева, іноді із золотистими кінчиками волосків, черевні частини світліші. Писочок темний, ніздрі розкриті у формі серця. Вуха темно-коричневі, всередині світліші, рожевуваті. Край мембран крил між п'ятим пальцем і задніми лапами, як правило, облямований білим кольором. Ступні малі. Хвіст довгий і включений у велику літальну перетинку. Перший верхній премоляр дуже малий і розташований поза альвеолярною лінією.

## Таксономія
Раніше таксон входив до складу Myotis mystacinus; його диференціювали на основі морфології.

## Поширення
Країни проживання: Албанія, Вірменія, Азербайджан, Болгарія, Китай, Хорватія, Грузія, Греція (Крит), Іран, Ірак, Італія, Казахстан, Республіка Корея, Північна Македонія, Молдова, Монголія, Чорногорія, Румунія, Росія, Сербія, Сирія, Туреччина, Україна.

## Стиль життя
Проживає в лісових і чагарникових місцевостях. Сідала влаштовує в щілинах і тріщинах в скелях, взимку — в печерах. Утворює невеликі скупчення взимку до 15 особин. 

## Загрози й охорона
Потенційні загрози включають втрату середовища проживання (внаслідок розвитку інфраструктури та інших причин) та порушення місця проживання в будівлях або підземних місцях проживання.
Вид захищений національним законодавством у більшості країн. Існують також міжнародно-правові зобов'язання щодо охорони цього виду через Боннську конвенцію (Eurobats) і Бернську конвенцію. Вид включений у Додаток IV Директиви ЄС про середовища існування та види. Деякі засоби захисту середовища існування можуть бути забезпечені за допомогою програми Natura 2000.
Внесена до Червоної книги України 2021 р..